# Ullanlinna
Ullanlinna , švédsky Ulrikasborgs, je čtvrť okresu Ullanlinna v Jižním hlavním obvodu (Eteläinen suurpiiri) hlavního města Helsinky. Nachází se v provincii Uusimaa v Jižním Finsku.

## Další informace
Ullanlinna je známá svými četnými parky. Fond budov je z velké části ve slohu secese. Místo je známé také finskou mýdlovou operou Salatut elämät, která se zde také natáčela.

## Galerie

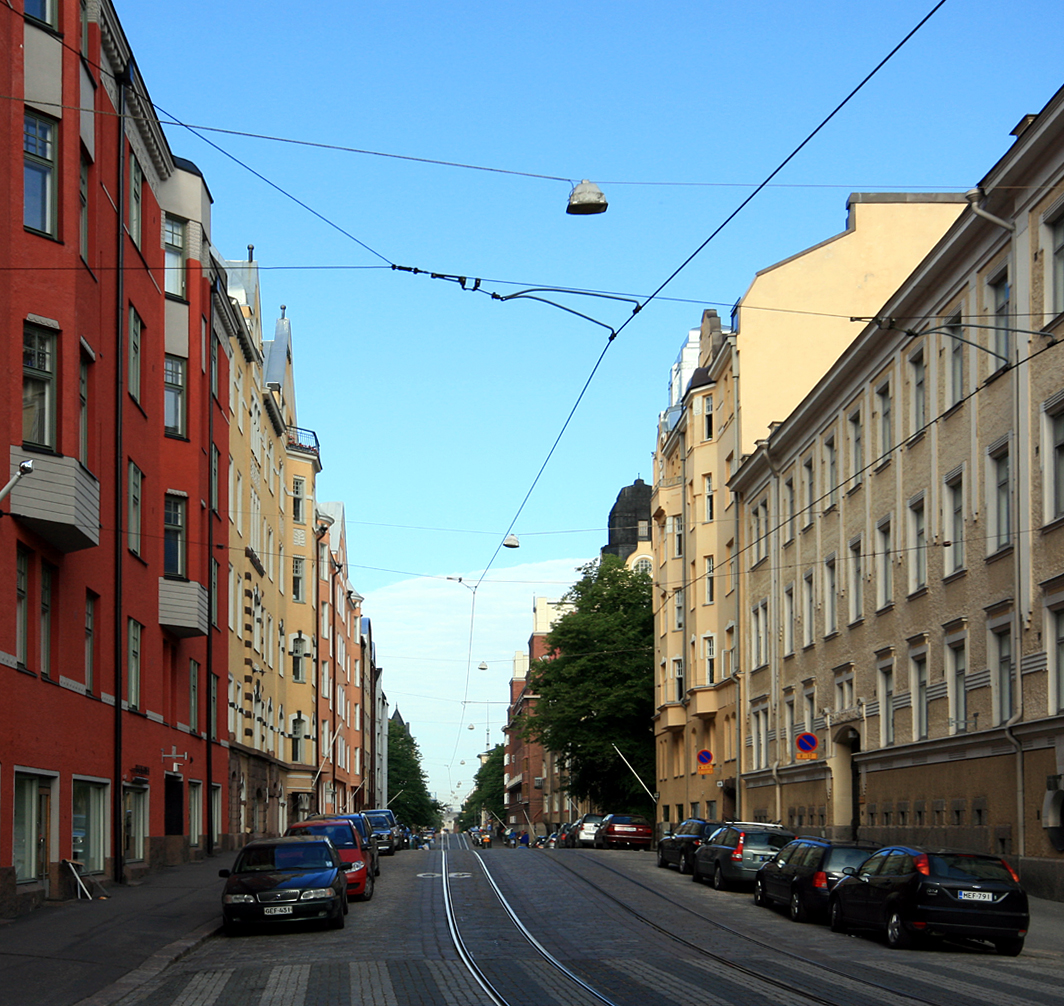
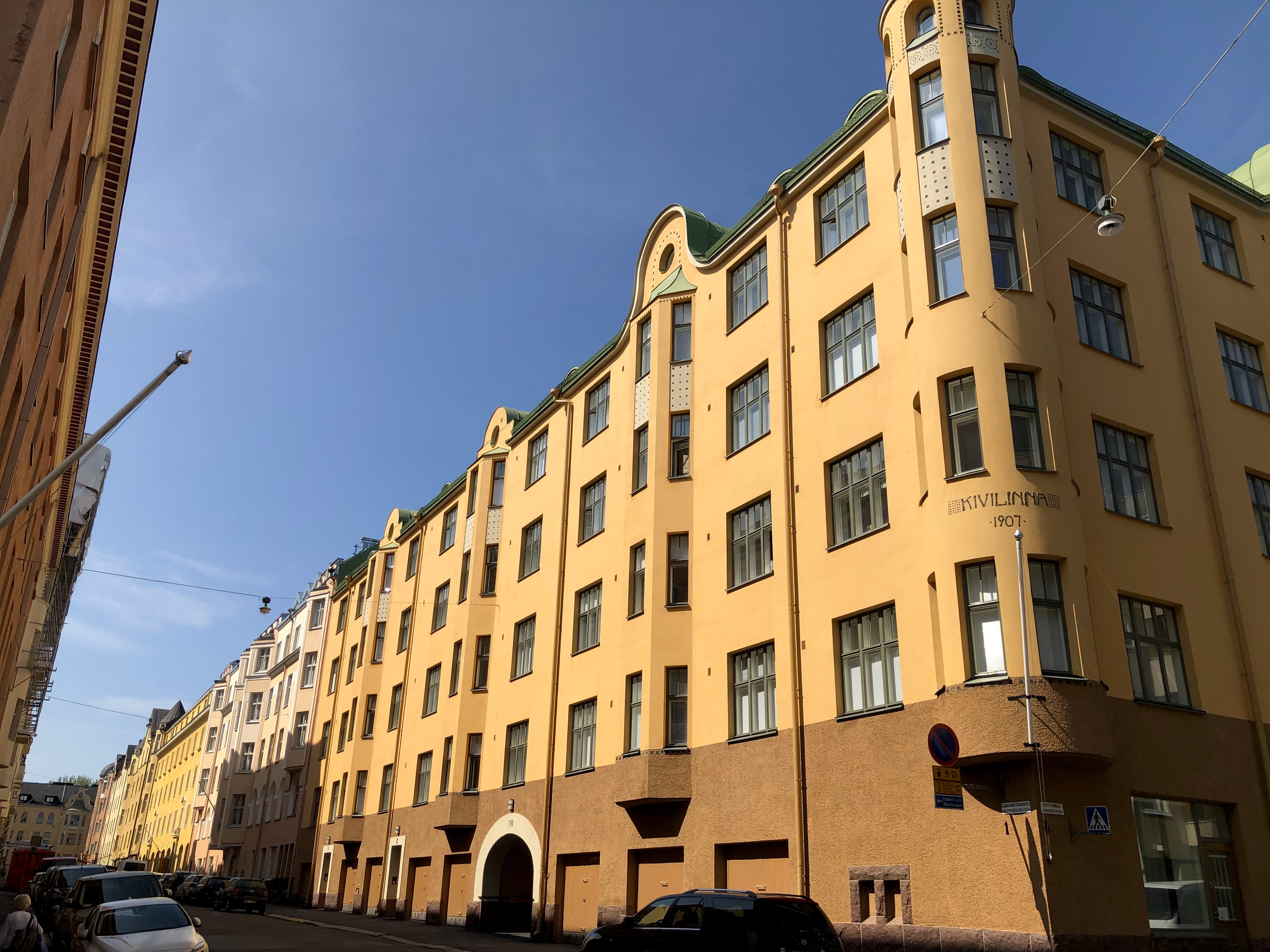